# Antoni Riera i Melis
Antoni Riera Melis (San Lorenzo del Cardezar, Baleares, 1 de diciembre de 1944) es un historiador español especialista en la historia medieval,  que ha sido vicepresidente del Institut d'Estudis Catalans ( IEC ). 

## Biografía
Estudió en la Universidad de Barcelona de donde ha sido doctor en historia y Catedrático del Departamento de Historia Medieval . Entre sus primeros trabajos se encuentran estudios relacionados con el comercio y la economía en la Corona de Aragón y en el Reino de Mallorca . Ha realizado también estudios relacionados con la historia social. Ha participado en un equipo de investigación de la Unión Europea sobre sismicidad histórica entre 1990 y 1994. Otro de los campos en los que ha realizado varios estudios ha sido el de la investigación social sobre la alimentación en los siglos xii y xiii, entendida desde la perspectiva de un mecanismo de poder.  También ha participado en la obra europea más ambiciosa en el campo de la alimentación, la Histoire de l'alimentation (1996), publicada en cinco lenguas, representando a la historiografía catalana.  Junto con el profesor Jesús Contreras, creó el Centro de Estudios Alimentarios en la Facultad de Geografía e Historia de la Universidad de Barcelona . Es miembro de la Sociedad Catalana de Estudios Históricos del IEC, está vinculado al Instituto de Geografía, Etnología e Historia del Consejo Superior de Investigaciones Científicas ( CSIC ),  y forma parte de la dirección de la revista Acta Mediaevalia . 
Ha sido miembro del Institut d'Estudis Catalans y su vicepresidente entre 2005 y 2009.  Antes había sido vicepresidente segundo entre 2002 y 2005 y Secretario de la Sección Histórico-Arqueológica entre 2001 y 2002.  Desde este cargo del IEC se encargó de la dirección y coordinación de la comisión de los actos de celebración del Centenario del Institut d'Estudis Catalans . 

#### Proyecto UNESCO
En 2012 participó en la presentación del proyecto Cuina Catalana, Patrimonio Inmaterial de la Humanidad, formando parte de su comité científico, en el Palacio de la Generalidad de Cataluña, con un discurso sobre las bases históricas de la cocina catalana.   En diciembre de 2014, dentro de los actos del Mercado Medieval, que se celebra en la ciudad de Vic, se ocupó de la guía de todo el proceso de preparación, confección y presentación del primero de los actos organizados dentro del VI Cena Medieval promovido por el Gremio de Hostelería de Osona y el Ayuntamiento de Vic. la Baja Edad Media . Ésta ha sido una actividad de cultura gastronómica dentro de la candidatura de Vic-Osona ciudad UNESCO de Gastronomía. 

## Publicaciones[10]
- El Reino de Mallorca y el municipio de Barcelona (1298-1327) : Y : Las relaciones durante la segunda fase del reinado de Jaime II de Mallorca ( 1979 )
- La corona de Aragón y el Reino de Mallorca en el primer cuarto del siglo XIV. 1, Las repercusiones arancelarias de la autonomía balear (1298-1311) ( 1986 )
- Señores, monjes y campesinos: alimentación e identidad social en los siglos xii y xiii : discurso de recepción de Antoni Riera i Melis como miembro numerario de la Sección Histórico-Arqueológica, leído el día 24 de abril de 1997 ( 1997 )
- Jaume I y su época breve análisis de un importante legado político y cultural ( 2008 )